# Medway (Maine)
Medway es un pueblo ubicado en el condado de Penobscot en el estado estadounidense de Maine. En el Censo de 2010 tenía una población de 1.349 habitantes y una densidad poblacional de 12,66 personas por km².

## Geografía
Medway se encuentra ubicado en las coordenadas 45°37′26″N 68°29′56″O / 45.62389, -68.49889. Según la Oficina del Censo de los Estados Unidos, Medway tiene una superficie total de 106.55 km², de la cual 106.2 km² corresponden a tierra firme y (0.34%) 0.36 km² es agua.

## Demografía
Según el censo de 2010, había 1.349 personas residiendo en Medway. La densidad de población era de 12,66 hab./km². De los 1.349 habitantes, Medway estaba compuesto por el 98.81% blancos, el 0.07% eran afroamericanos, el 0.37% eran amerindios, el 0.3% eran asiáticos, el 0% eran isleños del Pacífico, el 0% eran de otras razas y el 0.44% pertenecían a dos o más razas. Del total de la población el 0.22% eran hispanos o latinos de cualquier raza.